# بورتيرفيل
بورتيرفيل هي مدينة في مقاطعة تولير، ويقدر عدد سكانها في إحصاء 2007 بمايقارب 51,467 نسمة.

## الموقع الجغرافي
الموقع الجغرافي للمناطق المحيطة بهذه النقطة هو كالتالي:

## المناخ
يظهر الجدول التالي التغييرات المناخية على مدار السنة لبورتيرفيل:
| البيانات المناخية لـبورتيرفيل       | البيانات المناخية لـبورتيرفيل | البيانات المناخية لـبورتيرفيل | البيانات المناخية لـبورتيرفيل | البيانات المناخية لـبورتيرفيل | البيانات المناخية لـبورتيرفيل | البيانات المناخية لـبورتيرفيل | البيانات المناخية لـبورتيرفيل | البيانات المناخية لـبورتيرفيل | البيانات المناخية لـبورتيرفيل | البيانات المناخية لـبورتيرفيل | البيانات المناخية لـبورتيرفيل | البيانات المناخية لـبورتيرفيل | البيانات المناخية لـبورتيرفيل |
| الشهر                               | يناير                         | فبراير                        | مارس                          | أبريل                         | مايو                          | يونيو                         | يوليو                         | أغسطس                         | سبتمبر                        | أكتوبر                        | نوفمبر                        | ديسمبر                        | المعدل السنوي                 |
| ----------------------------------- | ----------------------------- | ----------------------------- | ----------------------------- | ----------------------------- | ----------------------------- | ----------------------------- | ----------------------------- | ----------------------------- | ----------------------------- | ----------------------------- | ----------------------------- | ----------------------------- | ----------------------------- |
| متوسط درجة الحرارة الكبرى °ف (°م)   | 57.9 (14.4)                   | 63.7 (17.6)                   | 69.6 (20.9)                   | 76.7 (24.8)                   | 84.0 (28.9)                   | 92.4 (33.6)                   | 100.5 (38.1)                  | 98.3 (36.8)                   | 92.9 (33.8)                   | 81.4 (27.4)                   | 69.6 (20.9)                   | 58 (14)                       | 78.7 (25.9)                   |
| متوسط درجة الحرارة الصغرى °ف (°م)   | 35.6 (2.0)                    | 39.1 (3.9)                    | 42.1 (5.6)                    | 46.3 (7.9)                    | 51.8 (11.0)                   | 57.6 (14.2)                   | 63.7 (17.6)                   | 61.8 (16.6)                   | 56.2 (13.4)                   | 49.5 (9.7)                    | 40.7 (4.8)                    | 36.8 (2.7)                    | 48.4 (9.1)                    |
| الهطول إنش (مم)                     | 2.17 (55)                     | 1.99 (51)                     | 2.33 (59)                     | 1.0 (25)                      | 0.5 (13)                      | 0.14 (3.6)                    | 0.01 (0.25)                   | 0.02 (0.51)                   | 0.35 (8.9)                    | 0.65 (17)                     | 1.14 (29)                     | 1.77 (45)                     | 12.7 (320)                    |
| متوسط أيام هطول الأمطار (≥ 0.01 in) | 7.2                           | 6.9                           | 6.3                           | 2.8                           | 1.6                           | 0.4                           | 0.3                           | 0.3                           | 1.7                           | 1.7                           | 3.9                           | 5.4                           | 38.5                          |
| المصدر: NOAA                        |                               |                               |                               |                               |                               |                               |                               |                               |                               |                               |                               |                               |                               |

## توأمة
لبورتيرفيل اتفاقيات توأمة مع:
- هاماماتسو

## أعلام
- ريك أوينز
- جيف كوتن
- تيكس كليفينغر
- جو سوتو
- هوارد بيكر
- برانت براون
- جيمس ساندرز